# Callum Thornley
Callum Thornley (født 5. august 2003 i Peebles) er en cykelrytter fra Skotland, der kører for Fejl i Modul:Cykelhold: Wikidata-entitet ikke angivet..